# Anii 1710
Anii 1710 au fost un deceniu care a început la 1 ianuarie 1710 și s-a încheiat la 31 decembrie 1719.